# Atlantic Star
L'Atlantic Star (Stella dell'Atlantico) è una medaglia istituita dal Commonwealth Britannico per commemorare il servizio prestato nella Seconda guerra mondiale.
È una delle otto stelle commemorative di campagne della Seconda Guerra Mondiale.

## Criteri di eleggibilità
La stella venne concessa a quanti avessero trascorso sei mesi di servizio nell'oceano Atlantico in un periodo temporale compreso tra il 3 settembre 1939 e l'8 maggio 1945. La medaglia venne concessa anche a quegli avieri che avessero preso parte a operazioni contro il nemico in mare. La 1939-1945 Star era necessaria per il conseguimento dell'Atlantic Star.
Anche i mercanti impegnati per portare i rifornimenti alla marina nell'Oceano Atlantico ottennero il diritto ad essere insigniti di questa medaglia ma dovevano aver prestato servizio nell'Atlantico, nella Russia del nord e nell'Atlantico del sud.
La stella era immediatamente concessa se durante il periodo di servizio si era obbligati a cessare il medesimo per morte, disabilità o ferimento. Anche la Mention in Despatches portava all'immediato conferimento della medaglia.
Il regolamento per le uniforme inglesi stabilì che coloro che avessero ricevuto la France and Germany Star non potessero essere insigniti anche della Atlantic Star o della Air Crew Europe Star, sostituendoli invece con delle barrette sulla medaglia stessa.

### Descrizione
L'"Atlantic Star" consiste come le altre medaglie del genere in una stella a sei punte di zinco giallo allodiato alta 44 mm e larga 38 mm. Sul diritto riporta al centro le cifre reali di re Giorgio VI del Regno Unito sormontate dalla corona reale. Le cifre sono attorniate da un cerchio contenente le parole The Atlantic Star. Il retro è piano anche se alcune medaglie concesse a personale australiano o sudafricano hanno inscritto il nome dell'insignito.
Il nastro della medaglia, come gli altri della medesima tipologia, si ritiene sia stato disegnato dallo stesso Giorgio VI. Esso si compone di un nastro marezzato blu, bianco e verde mare che sono i colori dell'oceano Atlantico.

### Barrette
Vi erano solo due barrette disponibili per questa medaglia che venivano indicate da una rosetta se la medaglia era indossata al solo nastro:
- Air Crew Europe

Concessa a quanti avessero ottenuto il merito all'eleggibilità dell'Air Crew Europe Star.
- France and Germany

Concessa a quanti avessero ottenuto il merito all'eleggibilità della France and Germany Star.